# Ichneumon xanthuros
Ichneumon xanthuros är en stekelart som beskrevs av Gmelin 1790. Ichneumon xanthuros ingår i släktet Ichneumon och familjen brokparasitsteklar. Inga underarter finns listade i Catalogue of Life.